# 미국의 외교 정책
미국의 외교 정책은 미국의 외국과의 소통, 그리고 이를 통해 조직, 기업, 시민들을 위해 어떠한 기준을 세우는가에 대한 정책이다.
외교정책의 수립과 이행에 대한 주된 책임을 대통령이 지게 되어 있으나, 의회도 이에 대해 강한 통제력을 발휘할 수 있다. 우선 의회는 전쟁을 선포할 수 있는 권한이 있다. 하원은 대통령의 외교정책 수행에 필요한 예산에 대해 강한 통제력을 가지고 있으며, 상원도 재원에 대한 통제가 가능하다. 특히 상원의 경우에는 고급 외무적 관리의 임명에 대한 통제력을 가지고 있을 뿐만 아니라, 미국이 체결하는 모든 조약에 대한 비준권을 가지고 있다. 의회의 이와 같은 제재권한은 행정부와 의회의 갈등을 초래하는 요소로 작용한다. 고(故) 에드워드 코르윈(Elward S. Corwin) 교수는 미국의 정치체계가 외교정책에 있어서 행정부와 의회 간의 투쟁을 초래한다고 지적한 바 있다. 그 좋은 예로서는 상원이 국제연맹 헌장의 비준을 거부한 사실을 들 수 있다. 의회와 행정부간에는 긴밀한 협조가 이루어지고 있음을 잊어서는 안 된다. 유엔헌장 비준 당시의 의회와 행정부간의 긴밀한 협조는 너무나 유명하다. 그러나 이러한 협동외교는 한국에서 흔히 사용되고 있는 '초당외교'라는 말과는 엄격히 구분되어야 한다.
월남전으로 말미암아 파생된 행정부와 의회간의 갈등은 심각한 형편이었다. 그러나 의회가 대통령에 가하는 압력은 행정부의 독주를 견제하는 동시에 건전한 방향의 미국 대외정책을 모색하고 있다. 의회는 국민의 대표기구로서 국민의 의사와 직결돼 있다. 따라서 대외정책의 수립이나 이행 과정에도 항상 의회를 '문제아'로 취급하거나, 또는 그러한 범주내에 의회의 기능을 이해해서는 안 된다. 역사적으로 볼 때 미국의 외교정책은 고립주의로부터 시작되었으나, 19세기 말과 20세기 초에는 개입주의와 고립주의가 병행하였다. 제1차 세계대전이 끝날 무렵 윌슨 대통령은 국제연맹의 창설을 제창하고, 주도함으로써 고립주의를 탈피하려 했으나, 상원이 국제연맹 헌장의 비준을 거부함으로써 다시 신고립주의 시기로 돌입하게 되었던 것이다. 당시 미국은 고립주의, 세력균형, 집단 안전보장이라고 하는 3개의 외교노선 가운데 어느 하나를 선택해야만 했다. 그당시 미국인들에게는 세력균형 정책이 유럽의 권력 정치를 연상시켰기 때문에 거부되었으며, 집단 안전보장정책은 새로운 것이기는 했지만 미국인들이 세력균형 정책과 집단 안전보장정책을 명백히 구별하지 못했기 때문에 배척되었다. 따라서 미국인들은 그들에게 보다 익숙하고 안전하게 보이는 고립주의로의 도피를 선택했던 것이다.

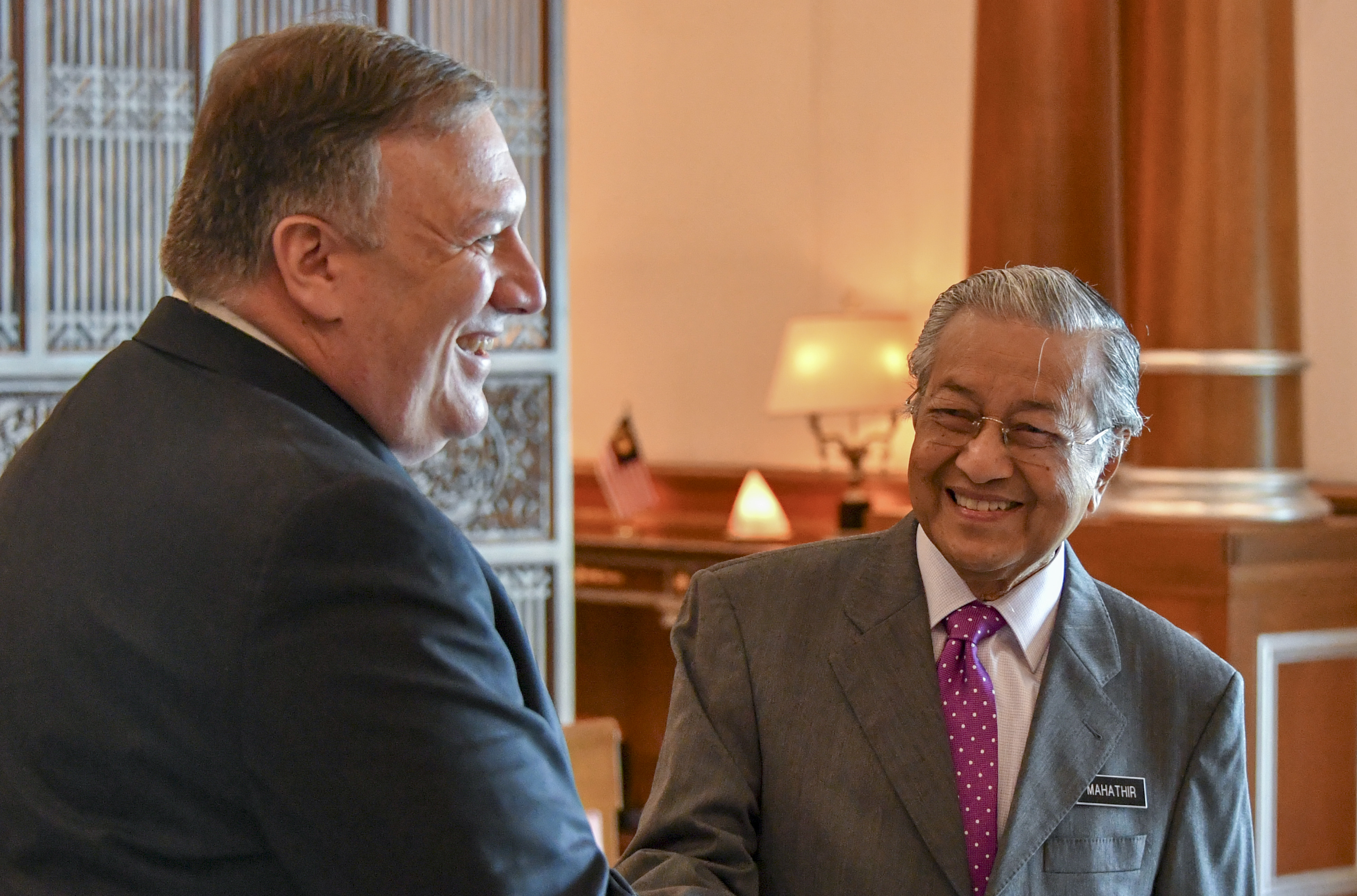
미국 국무부 마이크 폼페이오과 말레이시아의 총리 마하티르 빈 모하맛 (2018년 8월 3일)

제2차 세계대전은 미국이 세계정치에 적극 참여하도록 자극하는 계기가 되었다. 미국은 과거의 교훈을 거울삼아 새로운 시대의 지도적 위치를 떠맡아, 유엔의 창설과 운영을 주도하였다. 그러나 냉전의 양상이 초래되자, 미국은 유엔이라는 집단 안전보장체제만으로는 세계평화를 유지하기 어렵다고 판단하여 집단 방위체제와 상호 방위체제의 구축에 노력하게 되었다. 이러한 바탕 위에 소위 말하는 봉쇄정책이 등장했으며, 이는 구 소련과 중국을 중심으로 한 공산세력을 군사적으로 봉쇄하고, 정치적으로나 경제적으로 고립시키는 데 그 목적을 두었다. 그러나 그와 같은 정책은 1960년대 말과 1970년대 초에 접어들면서 점차 약화하였으며, '닉슨 독트린' 이후로 급격히 약화되어 그 형태마저 찾아보기 어렵다. 더욱이 카터의 등장 이후 모든 국가에 대한 여행제한 철폐를 비롯한 개방정책이 적극 추진되고 있으며, 무장에 의한 평화보다 협상을 통한 평화외교가 주축을 이루고 있다.

## 같이 보기
- 국제 관계 (1919년-1939년)
- 미국의 재외공관 목록
- 반미주의
- 미국의 인권
- 특별한 관계
- 노엄 촘스키
- 서맨사 파워